# Ángel León Gozalo
Ángel León Gozalo (ur. 2 października 1907 w Villalón de Campos, zm. 10 sierpnia 1979) – hiszpański strzelec sportowy, srebrny medalista olimpijski z Helsinek.
Specjalizował się w strzelaniu pistoletowym. Zawody w 1952 były jego drugimi igrzyskami olimpijskimi. Debiutował w 1948, startował również w 1960. W Helsinkach zajął 2. miejsce w strzelaniu z pistoletu dowolnego, na dystansie 50 metrów. W tej samej konkurencji był w 1949 brązowym medalistą mistrzostw globu.